# Gradbeništvo
Gradbeništvo je tehnična stroka, ki se ukvarja s projektiranjem, statičnimi in dinamičnimi izračuni, gradnjo, sanacijo in končno porušitvijo grajenih objektov.

## Veje gradbeništva

### Glavna delitev
V splošnem se deli na projektivo (statični izračun, armaturni in opažni načrti), na operativo (gradnja, sanacije in rušitve) ter industrijo gradbenega materiala. Ta se tesno prepleta s kemijsko vedo, saj skrbi za izdelavo, projektiranje in preizkušanje konstrukcijskih, vezivnih in zaščitnih materialov.
Deli se lahko tudi glede na vrste objektov. Pri visokih gradnjah gre za javne, poslovne, industrijske in stanovanjske zgradbe, pri nizkih gradnjah pa za ceste, železnice, mostove in druge prometnice.

### Podrobnejša delitev
Podrobneje se gradbeništvo deli na konstrukcije, potresno inženirstvo, hidrotehniko, gradiva (gradbene materiale) itd. Večina teh področij se deli še naprej, denimo konstrukcije na jeklene, lesene in masivne, te pa na armiranobetonske in zidane konstrukcije, dalje mehanika na gradbeno mehaniko ali statiko, trdnost (materiala), geomehaniko (mehaniko tal), hidromehaniko itd.

## Povezava z drugimi strokami
Uspešnost izvedbe projektov je v veliki meri odvisna od sorodnih panog, kot so geodezija, geologija in strojništvo, za dobro projektiranje pa je potrebno tudi temeljito poznavanje nekaterih osnovnih teoretičnih predmetov, kot so zlasti gradbena fizika, opisna geometrija in tehnična matematika.